# Oliver Webb
Oliver Webb, né le 20 mars 1991 à Manchester, est un pilote automobile britannique pilotant actuellement dans le Championnat du monde d'endurance.

## Biographie
Oliver Webb commence la compétition automobile en 2004 par l'intermédiaire du karting.
De 2005 en 2014, il pilote dans différentes catégories en monoplace, et notamment en Formula Renault 3.5 Series.
C'est durant cette même année qu'il fait ses débuts en endurance automobile et signe sa première participation aux 24 Heures du Mans.
Depuis 2015, il participe au championnat du monde d'endurance, la première année en LMP2 puis en LMP1 depuis 2016 avec l'équipe autrichienne ByKolles Racing.
Le 10 octobre 2020, il établit le record de vitesse avec une voiture de série, la SSC Tuatara, avec une vitesse de 508,7 km/h de moyenne sur un aller-retour, et 532,7 km/h en vitesse maximale, sur une portion de la route 160 (en) à Pahrump dans l'État du Nevada aux États-Unis. Cette performance est contestée.

## Palmarès
- 2014 (ELMS) : Champion

## Résultats en compétition automobile

### Résumé
| Saison  | Série                                             | Équipe                      | Courses | Victoires | Poles | Meilleurs tours | Podiums | Points | Position |
| ------- | ------------------------------------------------- | --------------------------- | ------- | --------- | ----- | --------------- | ------- | ------ | -------- |
| 2005    | T Cars                                            | Graham Hathaway Engineering | ?       | ?         | ?     | ?               | ?       | ?      | ?        |
| 2005    | T Cars Autumn Trophy                              | Graham Hathaway Engineering | ?       | ?         | ?     | ?               | ?       | 117    | 2e       |
| 2006    | T Cars                                            | Graham Hathaway Engineering | 20      | 3         | 3     | ?               | 11      | 133    | 3e       |
| 2007    | Formule BMW UK                                    | Carlin Motorsport           | 18      | 0         | 0     | 0               | 0       | 406    | 9e       |
| 2007    | Championnat de Grande-Bretagne de Formule Renault | Fortec Motorsport           | 4       | 0         | 0     | 0               | 0       | 29     | 15e      |
| 2008    | Championnat de Grande-Bretagne de Formule Renault | Fortec Motorsport           | 20      | 0         | 0     | 0               | 0       | 267†   | 8e       |
| 2008    | Formula Renault 2.0 NEC                           | Fortec Motorsport           | 4       | 0         | 0     | 0               | 0       | 25     | 27e      |
| 2008    | Championnat de Grande-Bretagne de Formule Renault | Fortec Motorsport           | 4       | 0         | 0     | 0               | 0       | 64     | 4e       |
| 2008    | Championnat du Portugal de Formule Renault        | Fortec Motorsport           | 4       | 1         | 1     | 0               | 1       | 28     | 2e       |
| 2009    | Championnat de Grande-Bretagne de Formule Renault | Fortec Motorsport           | 20      | 2         | 0     | 2               | 10      | 419†   | 3e       |
| 2009    | Formula Renault 2.0 Eurocup                       | Fortec Motorsport           | 4       | 0         | 0     | 0               | 0       | 0      | 29e      |
| 2010    | Championnat de Grande-Bretagne de Formule Renault | Fortec Motorsport           | 30      | 3         | 4     | 4               | 14      | 250    | 3e       |
| 2010    | Grand Prix de Macao de Formule 3                  | Fortec Motorsport           | 1       | 0         | 0     | 0               | 0       | N/A    | 18e      |
| 2011    | Formula Renault 3.5 Series                        | Pons Racing                 | 17      | 0         | 0     | 0               | 0       | 17     | 21e      |
| 2011    | Firestone Indy Lights                             | Jensen MotorSport           | 4       | 0         | 0     | 0               | 1       | 104    | 18e      |
| 2012    | Firestone Indy Lights                             | Sam Schmidt Motorsports     | 12      | 0         | 1     | 0               | 1       | 310    | 7e       |
| 2013    | Formula Renault 3.5 Series                        | Fortec Motorsports          | 16      | 0         | 0     | 0               | 0       | 27     | 15e      |
| 2013    | British GT                                        | Fortec Motorsports          | 1       | 0         | 0     | 0               | 0       | 0      | NC       |
| 2014    | Formula Renault 3.5 Series                        | Pons Racing                 | 5       | 0         | 0     | 0               | 0       | 0      | 26e      |
| 2014    | European Le Mans Series                           | Signatech Alpine            | 5       | 1         | 0     | 0               | 3       | 78     | 1er      |
| 2014    | 24 Heures du Mans                                 | Signatech Alpine            | 1       | 0         | 0     | 0               | 0       | N/A    | 7e       |
| 2015    | Championnat du monde d'endurance - LMP2           | Team SARD-Morand            | 7       | 0         | 0     | 0               | 1       | 70     | 7e       |
| 2015    | 24 Heures du Mans                                 | Team SARD-Morand            | 1       | 0         | 0     | 0               | 0       | N/A    | Abd      |
| 2015-16 | Asian Le Mans Series                              | Race Performance            | 2       | 0         | 0     | 0               | 2       | 33     | 5e       |
| 2016    | Championnat du monde d'endurance FIA              | ByKolles Racing             | 1       | 0         | 0     | 0               | 0       | 0.5    | 15e      |

### Résultats aux 24 Heures du Mans
| Année | Équipe           | Équipiers                          | Voiture              | Classe | Tours | Pos. | Class Pos. |
| ----- | ---------------- | ---------------------------------- | -------------------- | ------ | ----- | ---- | ---------- |
| 2014  | Signatech-Alpine | Paul-Loup Chatin Nelson Panciatici | Alpine A450b-Nissan  | LMP2   | 355   | 7e   | 3e         |
| 2015  | Team SARD-Morand | Pierre Ragues Zoël Amberg (en)     | Morgan LMP2 Evo-SARD | LMP2   | 162   | Abd  | Abd        |
| 2016  | ByKolles Racing  | Simon Trummer Pierre Kaffer        | CLM P1/01            | LMP1   | 206   | Abd  | Abd        |
| 2017  | ByKolles Racing  | Dominik Kraihamer Marco Bonanomi   | CLM P1/01            | LMP1   | 7     | Abd  | Abd        |
| 2018  | ByKolles Racing  | Tom Dillmann Dominik Kraihamer     | CLM P1/01            | LMP1   | 65    | Abd  | Abd        |
| 2019  | ByKolles Racing  | Tom Dillmann Paolo Ruberti         | CLM P1/01            | LMP1   | 163   | Abd  | Abd        |
| 2020  | ByKolles Racing  | Tom Dillmann Bruno Spengler        | ENSO CLM P1/01       | LMP1   | 97    | Abd  | Abd        |
| 2021  | ARC Bratislava   | Miroslav Konôpka Matej Konôpka     | Oreca 07             | LMP2   | 342   | 24e  | 15e        |

### Résultats en Championnat du monde d'endurance FIA
| Année | Équipe           | Classe | Voiture         | Moteur                 | 1      | 2     | 3       | 4     | 5     | 6     | 7     | 8     | 9   | Rang | Points |
| ----- | ---------------- | ------ | --------------- | ---------------------- | ------ | ----- | ------- | ----- | ----- | ----- | ----- | ----- | --- | ---- | ------ |
| 2015  | Team SARD Morand | LMP2   | Morgan LMP2 Evo | SARD (Judd) 3,6 L V8   | SIL    | SPA 2 | LMS Ret | NÜR 4 | CDA 5 | FUJ 5 | SHA 4 | BHR 6 |     | 7e   | 70     |
| 2016  | ByKolles Racing  | LMP1   | CLM P1/01       | AER P60 2.4 L Turbo V6 | SIL 14 | SPA   | LMS     | NÜR   | MEX   | CDA   | FUJ   | SHA   | BHR | 15e  | 0.5    |